# Valentino di Genova
Valentino (... – Genova, 325) è stato protovescovo di Genova, il primo di cui si abbia notizia, ed è considerato santo dalla Chiesa cattolica.

## Biografia
Valentino è ritenuto il primo vescovo dell'arcidiocesi di Genova, carica che mantenne dal 312 alla morte nel 325. Svolse il suo ruolo pastorale aiutando vedove e orfani.

## Culto
Il suo culto è limitato alla città e all'arcidiocesi di Genova, che ha inserito nel calendario liturgico, la commemorazione di san Valentino vescovo in data 6 novembre, insieme ai santi Felice e Romolo, secondo e quarto vescovo della città.
Le sue reliquie, sono conservate, sia nella chiesa di San Siro di Struppa, che nella cattedrale di San Lorenzo.